# 夢の音楽舎
『夢の音楽舎』（ゆめのおんがくしゃ）は、日本テレビ系列局ほかで放送されていた日本テレビ製作の音楽番組である。日本テレビ系列局では1992年4月3日から同年9月25日まで、毎週金曜 23:25 - 23:55 （日本標準時）に放送。

## 概要
毎回2組のゲスト（主に演歌歌手）を呼び、そのうちの1組の持ち歌（オリジナル曲であることが多かったが、ごく稀にカバーソング）にまつわるエピソードを紹介するというのが主な内容だった。また、ゲストの最新曲も取り上げていたが、締めにはアイドル歌謡曲も取り上げていた。

## 出演者

### 司会
- 船越英一郎
- 東ちづる

### ナレーター
- 森本レオ

## スタッフ
- 構成：鈴木桂、矢頭浩
- 美術：志村靖夫、高野豊
- 美術進行：海老沼浩二
- 小道具：吉田浩
- SW：秋山真
- CAM：木村博靖
- AUD：伊東聡
- VE：柴田康弘
- LD：佐野利喜男、長島健（共立）
- TK：坂本幸子
- 音効：入部朱美
- 編集・MA：森田文雄、四谷ビデオスタジオ
- 衣裳協力：（略）
- 取材：スタッフ東京
- 協力：日本音楽事業者協会
- ディレクター：寺内壮、三枝孝臣
- 演出・プロデューサー：倉増吉継
- プロデューサー：増田一穂、大谷哲郎
- 製作著作：日本テレビ

## 放送局
系列は番組放送当時のもの。
| 放送対象地域   | 放送局             | 系列                                         | 放送日時           | 備考   |
| -------------- | ------------------ | -------------------------------------------- | ------------------ | ------ |
| 関東広域圏     | 日本テレビ         | 日本テレビ系列                               | 金曜 23:25 - 23:55 | 製作局 |
| 北海道         | 札幌テレビ         | 日本テレビ系列                               | 金曜 23:25 - 23:55 |        |
| 青森県         | 青森放送           | 日本テレビ系列                               | 金曜 23:25 - 23:55 |        |
| 岩手県         | テレビ岩手         | 日本テレビ系列                               | 金曜 23:25 - 23:55 |        |
| 宮城県         | ミヤギテレビ       | 日本テレビ系列                               | 金曜 23:25 - 23:55 |        |
| 秋田県         | 秋田放送           | 日本テレビ系列                               | 金曜 23:25 - 23:55 |        |
| 福島県         | 福島中央テレビ     | 日本テレビ系列                               | 金曜 23:25 - 23:55 |        |
| 新潟県         | テレビ新潟         | 日本テレビ系列                               | 金曜 23:25 - 23:55 |        |
| 富山県         | 北日本放送         | 日本テレビ系列                               | 金曜 23:25 - 23:55 |        |
| 石川県         | テレビ金沢         | 日本テレビ系列                               | 金曜 23:25 - 23:55 |        |
| 山梨県         | 山梨放送           | 日本テレビ系列                               | 金曜 23:25 - 23:55 |        |
| 長野県         | テレビ信州         | 日本テレビ系列                               | 金曜 23:25 - 23:55 |        |
| 静岡県         | 静岡第一テレビ     | 日本テレビ系列                               | 金曜 23:25 - 23:55 |        |
| 中京広域圏     | 中京テレビ         | 日本テレビ系列                               | 金曜 23:25 - 23:55 |        |
| 近畿広域圏     | 読売テレビ         | 日本テレビ系列                               | 金曜 23:25 - 23:55 |        |
| 鳥取県・島根県 | 日本海テレビ       | 日本テレビ系列                               | 金曜 23:25 - 23:55 |        |
| 広島県         | 広島テレビ         | 日本テレビ系列                               | 金曜 23:25 - 23:55 |        |
| 徳島県         | 四国放送           | 日本テレビ系列                               | 金曜 23:25 - 23:55 |        |
| 香川県・岡山県 | 西日本放送         | 日本テレビ系列                               | 金曜 23:25 - 23:55 |        |
| 愛媛県         | 南海放送           | 日本テレビ系列                               | 金曜 23:25 - 23:55 |        |
| 高知県         | 高知放送           | 日本テレビ系列                               | 金曜 23:25 - 23:55 |        |
| 福岡県         | 福岡放送           | 日本テレビ系列                               | 金曜 23:25 - 23:55 |        |
| 長崎県         | 長崎国際テレビ     | 日本テレビ系列                               | 金曜 23:25 - 23:55 |        |
| 熊本県         | くまもと県民テレビ | 日本テレビ系列                               | 金曜 23:25 - 23:55 |        |
| 大分県         | テレビ大分         | 日本テレビ系列 フジテレビ系列                |                    |        |
| 鹿児島県       | 鹿児島テレビ       | 日本テレビ系列 フジテレビ系列                |                    |        |
| 山形県         | 山形放送           | 日本テレビ系列 テレビ朝日系列                |                    |        |
| 福井県         | 福井放送           | 日本テレビ系列 テレビ朝日系列                |                    |        |
| 山口県         | 山口放送           | 日本テレビ系列 テレビ朝日系列                |                    |        |
| 宮崎県         | テレビ宮崎         | 日本テレビ系列 フジテレビ系列 テレビ朝日系列 |                    |        |

| 日本テレビ系列 金曜23:25枠                           | 日本テレビ系列 金曜23:25枠                  | 日本テレビ系列 金曜23:25枠                             |
| 前番組                                               | 番組名                                      | 次番組                                                 |
| ---------------------------------------------------- | ------------------------------------------- | ------------------------------------------------------ |
| TVムック・謎学の旅 （1990年10月5日 - 1992年3月27日） | 夢の音楽舎 （1992年4月3日 - 1992年9月25日） | ウンナン世界征服宣言 （1992年10月2日 - 1995年3月31日） |